# Kalina Mała
Kalina Mała este o arie protejată (sit de importanță comunitară — SCI) din Polonia întinsă pe o suprafață de 25,64 ha, integral pe uscat.

## Localizare
Centrul sitului Kalina Mała este situat la coordonatele 50°21′36″N 20°06′53″E / 50.3601°N 20.1147°E.

## Înființare
Situl Kalina Mała a fost declarat sit de importanță comunitară în octombrie 2009 pentru a proteja un număr necunoscut de specii din flora spontană și fauna sălbatică aflate în arealul zonei.

## Biodiversitate
Situată în ecoregiunea continentală, aria protejată conține 1 habitat natural: Pajiști uscate seminaturale și facies de acoperire cu tufișuri pe substraturi calcaroase (Festuco-Brometalia) (* situri importante pentru orhidee).
La baza desemnării sitului se află un număr nedeclarat de specii protejate.
Pe lângă speciile protejate, pe teritoriul sitului au mai fost identificate 4 specii de plante.